# Deutsches Zentrum für Diabetesforschung
| Deutsches Zentrum für Diabetesforschung | Deutsches Zentrum für Diabetesforschung |
| --------------------------------------- | --- |
| Gründung:                               | 24. Juni 2009 in Berlin |
| Organisation:                           | Eingetragener Verein (e. V.) |
| Trägerschaft:                           | staatlich |
| Ort:                                    | Neuherberg bei München (Geschäftsstelle) |
| Jahresetat:                             | 36,4 Mio. Euro pro Jahr (90 Prozent Bund, 10 Prozent Bundesländer, die Sitz der DZD-Standorte sind)                                                                                         |
| Geschäftsführerin:                      | Astrid Glaser |
| Vorstand:                               | Martin Hrabě de Angelis, Helmholtz Munich, München Annette Schürmann, Deutsches Institut für Ernährungsforschung, Potsdam-Rehbrücke Andreas Birkenfeld, Eberhard-Karls-Universität Tübingen |
| Website:                                | www.dzd-ev.de |

Das Deutsche Zentrum für Diabetesforschung e. V. (DZD) mit Sitz in Neuherberg bei München ist eine Kooperation deutscher Forschungseinrichtungen und Universitäten auf dem Gebiet der Stoffwechsel- und Diabetesforschung. Ziel ist es, Ergebnisse aus der Forschung möglichst schnell vom Labor zu den Menschen zu bringen (Translation), um die Volkskrankheit Diabetes mellitus präziser behandeln, besser vorbeugen oder gar verhindern zu können. Das DZD gehört zu den Deutschen Zentren der Gesundheitsforschung, die vom Bundesministerium für Bildung und Forschung errichtet wurden, um die besonders häufigen Krankheiten – die Volkskrankheiten – wirksamer zu bekämpfen.

## Geschichte
Im Jahr 2009 wurde das Deutsche Zentrum für Diabetesforschung in der Rechtsform eines Vereins gegründet. Das DZD besteht aus fünf gleichberechtigten wissenschaftlichen Forschungseinrichtungen, den fünf Partnern. Partner im DZD sind:
- Deutsches Diabetes-Zentrum in Düsseldorf

- Deutsches Institut für Ernährungsforschung in Potsdam-Rehbrücke

- Helmholtz Munich in München / Neuherberg

- Institut für Diabetesforschung und Metabolische Erkrankungen von Helmholtz Munich an der Eberhard-Karls-Universität Tübingen in Tübingen

- Paul Langerhans Institut Dresden von Helmholtz Munich am Universitätsklinikum und der Medizinischen Fakultät Carl Gustav Carus der TU Dresden in Dresden

Das DZD hat 450 Mitarbeiter. Im Jahr 2023 lag das Budget bei 23 Mio. Euro.
Das DZD wird zu 90 Prozent vom Bund und zu 10 Prozent von den Bundesländern finanziert, die Sitz der DZD-Standorte sind.
Fünf assoziierte Partner an den Universitäten in Heidelberg, Köln, Leipzig, Lübeck und München sowie sieben Projektpartner erweitern das Kompetenzspektrum des DZD.

## Schwerpunkte der Forschung
Im Deutschen Zentrum für Diabetesforschung (DZD) arbeiten deutschlandweit mehr als 450 universitäre und außeruniversitäre Wissenschaftlerinnen und Wissenschaftler interdisziplinär an neuen, präzisen Präventions- und Therapiekonzepten für Diabetes mellitus. Die Forschenden kooperieren standortübergreifend in sieben Forschungsschwerpunkten (Akademien). Die Akademien widmen sich den folgenden Themen:
- Typ-1-Diabetes
- Prävention Typ-2-Diabetes
- Therapie von Diabetes und Folgeerkrankungen
- Genetik und Epigenetik
- Bauchspeicheldrüse
- Kontrolle des Stoffwechsels durch das Gehirn
- Stoffwechselorgan Leber

## Wichtige Ergebnisse (Auswahl)
- Mit dem Diabetes-Risiko-Test® können Erwachsene ihr Risiko bestimmen, innerhalb der kommenden zehn Jahren an Typ-2-Diabetes zu erkranken.[5]
- Schiborn C, Paprott R, Heidemann C, Kühn T, Fritsche A, Kaaks R, Schulze MB: German diabetes risk score for the determination of the individual type 2 diabetes risk—10-year prediction and external validations. Dtsch Arztebl Int 2022; 119: 651–7. doi:10.3238/arztebl.m2022.0268[6]
- Mühlenbruch K, ..., Schulze MB. Update of the German Diabetes Risk Score and external validation in the German MONICA/KORA study. Diabetes Res Clin Pract. 2014 Jun;104(3):459-66. doi:10.1016/j.diabres.2014.03.013. Epub 2014 Mar 28. PMID 24742930[7]
- Schiborn C, ..., Schulze MB. A newly developed and externally validated non-clinical score accurately predicts 10-year cardiovascular disease risk in the general adult population. Sci Rep. 2021 Oct 4;11(1):19609. doi:10.1038/s41598-021-99103-4. PMID 34608230; PMCID: PMC 8490374 (freier Volltext)[8]
- Forschende des DZD haben eine neue Wirkstoffklasse (Polyagonisten) für Medikamente zur Behandlung von Diabetes und schwerem Übergewicht entwickelt, die gleich mehrere Hormone kombiniert. Der erste Vertreter dieser neuen Medikamentenklasse ist bereits in den USA und Europa zur Behandlung von Typ-2-Diabetes und Adipositas zugelassen.[9]
- Finan B., ..., Tschöp MH. Unimolecular dual incretins maximize metabolic benefits in rodents, monkeys, and humans. Sci Transl Med. 2013 Oct 30;5(209):209ra151. doi:10.1126/scitranslmed.3007218. PMID 24174327[10]
- Finan B, ..., Tschöp MH. A rationally designed monomeric peptide triagonist corrects obesity and diabetes in rodents. Nat Med. 2015 Jan;21(1):27-36. doi:10.1038/nm.3761. Epub 2014 Dec 8. PMID 25485909[11]
- Tschöp MH, ..., Müller TD, DiMarchi RD. Unimolecular Polypharmacy for Treatment of Diabetes and Obesity. Cell Metab. 2016 Jul 12;24(1):51-62. doi:10.1016/j.cmet.2016.06.021. PMID 27411008[12]
- El K, ..., Müller TD, Campbell JE. The incretin co-agonist tirzepatide requires GIPR for hormone secretion from human islets. Nat Metab. 2023 Jun;5(6):945-954. doi:10.1038/s42255-023-00811-0. Epub 2023 Jun 5. PMID 37277609; PMCID: PMC 10290954 (freier Volltext)[13]
- Liskiewicz A, ..., Müller TD. Glucose-dependent insulinotropic polypeptide regulates body weight and food intake via GABAergic neurons in mice. Nat Metab. 2023 Dec;5(12):2075-2085. doi:10.1038/s42255-023-00931-7. Epub 2023 Nov 9. PMID 37946085; PMCID: PMC 10730394 (freier Volltext)[14]
- Mit der Identifizierung der Subtypen des Prädiabetes und Typ-2-Diabetes ist dem DZD ein wichtiger Durchbruch zu einer künftigen präzisen Diabetes-Therapie gelungen.[15]
- Oana P. Zaharia, Klaus Strassburger, Alexander Strom, Gidon J. Bönhof, Yanislava Karusheva: Risk of diabetes-associated diseases in subgroups of patients with recent-onset diabetes: a 5-year follow-up study. In: The Lancet Diabetes & Endocrinology. Band 7, Nr. 9, 1. September 2019, ISSN 2213-8587, S. 684–694, doi:10.1016/S2213-8587(19)30187-1, PMID 31345776[16]
- Wagner R, ..., Häring HU, Fritsche A. Pathophysiology-based subphenotyping of individuals at elevated risk for type 2 diabetes. Nat Med. 2021 Jan;27(1):49-57. doi:10.1038/s41591-020-1116-9. Epub 2021 Jan 4. PMID 33398163[17]
- Schön M, ..., Roden M, Wagner R; German Diabetes Study Group. Analysis of type 2 diabetes heterogeneity with a tree-like representation: insights from the prospective German Diabetes Study and the LURIC cohort. Lancet Diabetes Endocrinol. 2024 Feb;12(2):119-131. doi:10.1016/S2213-8587(23)00329-7. Epub 2023 Dec 21. PMID 38142707[18]
- Die genetische Veranlagung spielt eine Schlüsselrolle bei der Entstehung von Typ-1-Diabetes. Forschende haben einen Test zur frühzeitigen Erkennung eines erhöhten Erkrankungsrisikos für Typ-1-Diabetes im Säuglingsalter entwickelt. Der Test wird in verschiedenen Neugeborenen-Screenings eingesetzt.
- Es gibt verschiedene Subtypen von Kinder- und Jugenddiabetes. Forschende identifizierte zehn Subgruppen bei jungen Menschen: sieben mit Insel-Autoantikörper-positivem Typ-1-Diabetes und drei ohne. Diese Erkenntnisse könnten präzisere Prognosen und Therapien ermöglichen.[19]
- Diabetes-Prävention: DZD-Studien zeigen, dass eine Prädiabetes-Remission das Risiko für Typ-2-Diabetes senkt und langfristig mit besserer Nieren- und Gefäßfunktion verbunden ist.
- Der DZD-Standort in Dresden hat ein klinisches Zentrum für die Transplantation von Inselzellen aufgebaut, an dem Menschen mit Typ-1-Diabetes erfolgreich behandelt werden.[20]
- DZD-Forschende konnten zeigen, dass eine Teflonmembran Insulin-produzierende Betazellen vor dem Angriff des Immunsystems bei Typ-1-Diabetes schützt. Hormone und Nährstoffe können die Membran passieren. Die Arbeiten sind Basis einer künstlichen Bauchspeicheldrüse, was derzeit erforscht wird.[21]
- Barbara Ludwig, Stefan Ludwig, Anja Steffen, Yvonne Knauf, Baruch Zimerman: Favorable outcome of experimental islet xenotransplantation without immunosuppression in a nonhuman primate model of diabetes. In: Proceedings of the National Academy of Sciences. Band 114, Nr. 44, 31. Oktober 2017, ISSN 0027-8424, S. 11745–11750, doi:10.1073/pnas.1708420114, PMID 29078330.[22]
- Über Mechanismen der Epigenetik können Folgen des Lebensstils, etwa Adipositas vererbt werden. Bei Nachkommen von Patienten ist das Risiko dafür erhöht.[23]
- DZD-Wissenschaftler haben mehr als 50 neue Gene identifiziert, die mit Stoffwechselerkrankungen in Verbindung gebracht werden.[24]

## Diabetesinformationsportal Diabinfo.de
Um Menschen mit Diabetes und Interessenten Informationen rund um Diabetes und dessen Vorbeugung zur Verfügung zu stellen, hat das DZD auf Initiative der Bundeszentrale für gesundheitliche Aufklärung (BZgA) das nationale Diabetesinformationsportal diabinfo.de aufgebaut.